# أحمد عيسى (لاعب كرة قدم مواليد 2001)
أحمد عيسى محرمي (مواليد 1 فبراير 2001) لاعب كرة قدم إماراتي يجيد اللعب كمدافع مع نادي عجمان في دوري الخليج العربي الإماراتي .